# Fennahsia perioflata
Fennahsia perioflata är en insektsart som beskrevs av Thierry Bourgoin 1997. Fennahsia perioflata ingår i släktet Fennahsia och familjen Meenoplidae. Inga underarter finns listade i Catalogue of Life.